# Cain & Abel

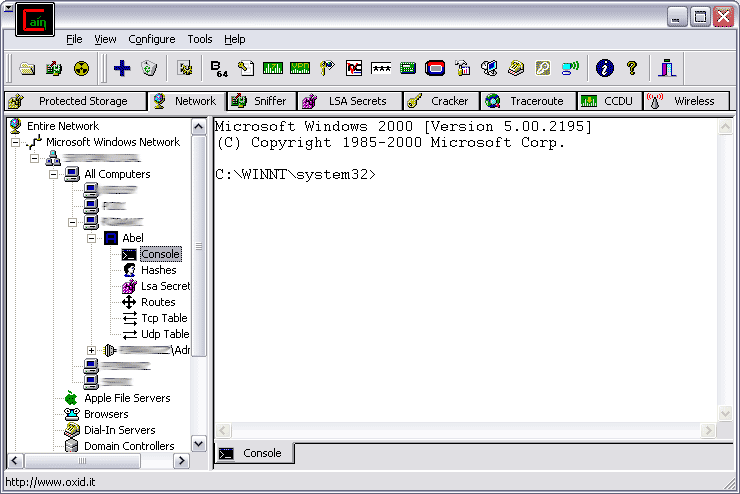
Cain & Abel in Aktion

Cain & Abel war ein Multifunktionswerkzeug, welches eine ungewöhnliche Kombination von zahlreichen Hacking-Funktionen unter einer gemeinsamen graphischen Oberfläche anbot. Es wird seit 2014 nicht mehr weiter entwickelt und hat daher nur noch historische Bedeutung. Entwickler waren Massimiliano Montoro und Sean Babcock. 
Es erlaubte das einfache Auslesen aller Passwörter, die im Browser gespeichert wurden, außerdem das Cracking verschlüsselter Passwörter (Hashwerte) mit Hilfe von Wörterbüchern, Brute-Force und Rainbow-Tables sowie das Aufzeichnen von Passwörtern und VoIP-Unterhaltungen im Netz via ARP-Spoofing. Dadurch war es ebenfalls in der Lage, Man-in-the-middle-Angriffe gegen eine Reihe von SSL-basierten Diensten und RDP durchzuführen.
Diverse Informationen von Windows-Systemen auszulesen und das Analysieren von Routing-Prozessen war ebenfalls möglich.
Abel, das mitgelieferte Clientprogramm, konnte über das Windows-Netzwerk installiert werden und las die TCP/UDP-Tabellen, die LSA-Secrets und die Hashwerte der Benutzerkonten aus. Es verschaffte dem Cain-Nutzer außerdem Remote-Konsolenzugriff. Abel war ein Werkzeug mit Demonstrationscharakter und war dabei stets sichtbar.
Cain & Abel verwendete die WinPcap-Treiber, der AirPcap-Adapter wurde ab Version 4.0 unterstützt. Mit letzterem war das passive Mitlesen von Datenverkehr in WLANs sowie Angriffe auf WEP möglich. Ab Version 4.9.1 war es auch möglich, Angriffe gegen mit WPA-Handshake und WPA-PSK gesicherte WLANs durchzuführen.
Die von Cain aufgezeichneten Passwort-Hashes konnten auch an andere Programme wie John the Ripper oder Distributed Password Recovery weitergegeben werden. Cain selbst konnte Aufzeichnungen von Netzwerkverkehr im Datenformat von libPcap/WinPcap lesen und extrahiert dann automatisch Passwörter bzw. deren Hashwerte.
Da die Entwicklung eingestellt wurde, fanden keine Anpassung an Entwicklung oder Änderungen an Betriebssystemen mehr statt, das Programm ist nicht nutzbar. Eines der Beispiele ist, dass aktuelle Browser aufgrund veralteter SSL-Protokolle Alarm schlagen, wenn mithilfe von Cain versucht wird Datenverkehr zu entschlüsseln und wieder zu verschlüsseln. So unterstützte Cain z. B. kein TLS in der Version 1.3; der Standard wurde 2018 verabschiedet.
Cain und Abel wurde hauptsächlich als Werkzeug für Sicherheitstest oder Demonstration von Schwachstellen verwendet, allerdings wurde sein Einsatz auch in Hacking- und Spionagefällen, z. B. wie ATT&CK zu Night Dragon dokumentiert.

## Rechtliches
Es wurde vermutet Cain & Abel würde unter den sogenannten Hackerparagrafen (§ 202c StGB) fallen. Ein Urteil in welchem der Hackerparagraph Anwendung fand und welches Bezug auf Cain & Abel nahm ist nicht bekannt. 

## Dokumentation
- Holger Reibold: Cain & Abel kompakt. Brain-Media.de, ISBN 978-3-95444-226-3, S. 100 (Cain & Abel kompakt – der Praxiseinstieg).